# Les trois masques
Les trois masques è un film del 1929 diretto da André Hugon.
Primo film sonoro francese.

## Trama
Paolo ama la bella Viola, ma si incontrano in segreto, perché lei è povera. Viola rimane incinta e i suoi due fratelli per vendicare il suo onore, pugnalano Paolo e lo riportano da suo padre, il quale pensa che sia solo ubriaco, ma invece è morto.